# Xã Piney, Quận Carroll, Arkansas
Xã Piney (tiếng Anh: Piney Township) là một xã thuộc quận Carroll, tiểu bang Arkansas, Hoa Kỳ. Năm 2010, dân số của xã này là 226 người.